# Pierpaolo Ferrazzi
Pierpaolo Ferrazzi, född den 23 juli 1965 i Bassano del Grappa, är en italiensk kanotist.
Han tog OS-brons i K-1 slalom i samband med de olympiska kanottävlingarna 1992 i Barcelona.
Han tog OS-brons i samma gren i samband med de olympiska kanottävlingarna 2000 i Sydney.